# Abão de Fleury
Abão de Fleury (em latim: Abbo Floriacensis), também conhecido por Abbon ou Santo Abbo (Orleães, ca. 945 - La Réole, 13 de novembro de 1004) foi um monge, e mais tarde abade, do mosteiro beneditino de Fleury sur Loire (a atual Saint-Benoît-sur-Loire) próximo de Orleães, França.

## Vida
Abão nasceu perto de Orleães e foi educado em Paris e Reims, dedicando-se à Filosofia, Matemática e Astronomia. Passou dois anos (986-987) na Inglaterra, a maior parte do tempo no recém fundado mosteiro de Ramsey, auxiliando o arcebispo Osvaldo de York na restauração do sistema monástico. Foi também abade e diretor da escola do recém criado mosteiro, de  986 a 987.
Abão retornou a Fleury em 988, onde foi escolhido para ser o abade de Fleury, após a morte do abade Oilbold. Mas outro monge, que havia assegurado o apoio do rei e de seu filho Roberto, bispo de Orléans, contestou a escolha, e a questão assumiu uma importância nacional. Finalmente, ela foi resolvida em favor de Abão pelo famoso Gerbert de Aurillac (mais tarde Papa Silvestre II). O novo abade foi atuante na política contemporânea: esteve presente no Sínodo de São Basolus (São Basileu), perto de Reims, no qual Arnulfo, arcebispo de Reims foi julgado por traição e deposto, para abrir caminho para Gerbert. Em 996, o rei Roberto II (Roberto, o Pio) enviou-o para Roma para repelir uma ameaça de interdição apostólica contra o seu casamento com Berta da Borgonha. No caminho para Roma, encontrou-se com o Papa Gregório V, que era um fugitivo da cidade da qual o Antipapa João XVI o havia expulsado. Entre o pontífice e o abade criou-se então uma grande estima e afeto. A petição real para a dispensa foi rejeitada. Abão conseguiu trazer a restauração de Arnulfo para a sé de Reims. Foi influente para acalmar a excitação e o medo sobre o fim do mundo que estava generalizado na Europa em 1000.
Em 1004, Abão tentou restaurar a disciplina no mosteiro de La Réole, na Gasconha, através da transferência de alguns dos monges de Fleury para aquela comunidade. Mas o problema aumentou; começou uma luta entre as duas partes e quando Santo Abão tentou separá-los, foi ferido por uma lança. Ele ocultou a ferida e chegou até a sua cela, onde morreu nos braços de seu fiel discípulo Aimoin, que deixou um relato de seus trabalhos e virtudes. Os milagres em seu túmulo logo levaram-no a ser considerado pela Igreja da Gália como uma santo e mártir, embora ele não parece ter sido oficialmente canonizado por Roma. Sua festa é mantida em 13 de novembro.

## Obras
Na Inglaterra Abão soube do martírio de Santo Edmundo (novembro de 870), e escreveu uma paixão em latim sobre ele (Passio sancti Edmundi). Ele também escreveu uma gramática latina para seus alunos ingleses, e três poemas para São Dunstão. Entre seus outros trabalhos estão: uma simplificação do computus, o cálculo da data da Páscoa; um Epitome de XCI Romanorum Pontificum Vitis (um livro sobre a vida dos papas romanos, que é uma simplificação do anterior Liber Pontificalis), um Collectio Canonum, com esclarecimentos sobre temas de Direito canônico, e outros tratados sobre temas controversos e cartas.
Por volta de 980 a 985, escreveu um comentário sobre os "Calculus" de Victorius da Aquitânia, antes da introdução dos algarismos arábicos, quando os cálculos eram muitas vezes bastante complexos. A grande variedade de pensamentos de Abão é refletida no comentário, que abrange a natureza da sabedoria, a filosofia do número, a relação de unidade e pluralidade, e a aritmética do Calculus. Abão baseou-se em seus conhecimentos de gramática, lógica e cosmologia para ilustrar seus argumentos, e definir tudo no contexto mais amplo de sua teologia da criação. A maioria dos trabalhos de Abão pode ser encontrada na Patrologia Latina (CXXXIX,375-582).
Temos uma biografia contemporânea, escrita por seu discípulo Aimoin de Fleury, na qual grande parte da correspondência de Abão foi reproduzida. É de grande importância, entre outras coisas, como uma fonte histórica de informações sobre o reinado de Roberto II da França, especialmente com referência ao Papado.